# Isleham
Isleham är en ort och civil parish i Storbritannien.   Den ligger i distriktet East Cambridgeshire i grevskapet Cambridgeshire i riksdelen England, i den sydöstra delen av landet, 100 km norr om huvudstaden London. Isleham ligger 12 meter över havet och antalet invånare är 2 251.
Terrängen runt Isleham är platt. Runt Isleham är det ganska tätbefolkat, med 124 invånare per kvadratkilometer. Närmaste större samhälle är Soham, 5,2 km väster om Isleham. Trakten runt Isleham består till största delen av jordbruksmark.